# (6536) Vysochinska
(6536) Vysochinska (1977 NK) – planetoida z grupy pasa głównego asteroid okrążająca Słońce w ciągu 3,58 lat w średniej odległości 2,34 j.a. Odkryta 14 lipca 1977 roku.